# Liste der Stolpersteine in Simmelsdorf

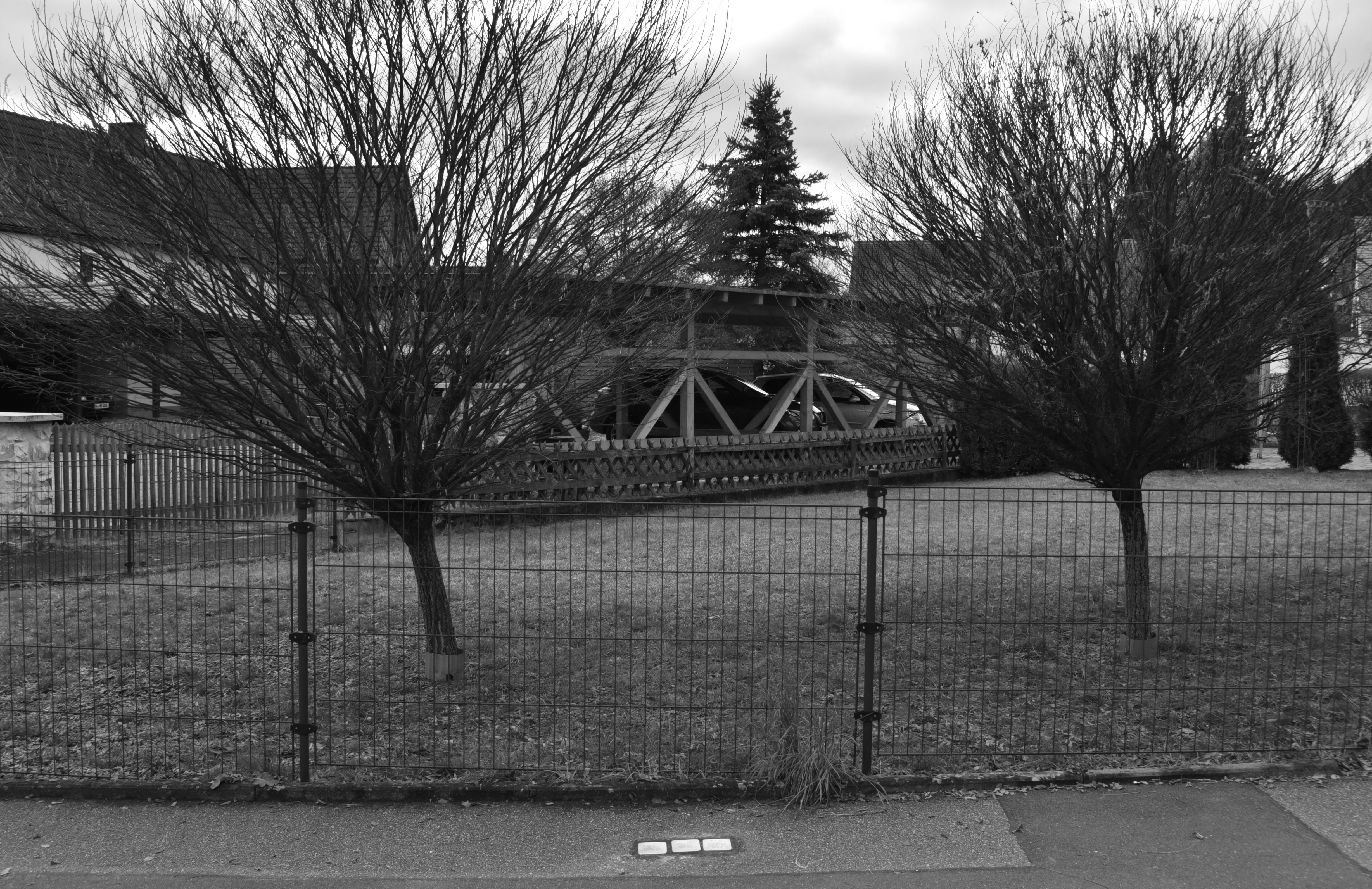
Stolpersteine in Simmelsdorf

Die Liste der Stolpersteine in Simmelsdorf enthält die Stolpersteine, die vom Kölner Künstler Gunter Demnig in Simmelsdorf verlegt wurden. Bisher wurden nur im Gemeindeteil Hüttenbach Stolpersteine verlegt. Stolpersteine erinnern an das Schicksal der Menschen, die von den Nationalsozialisten ermordet, deportiert, vertrieben oder in den Suizid getrieben wurden. Sie liegen im Regelfall vor dem letzten selbst gewählten Wohnsitz des Opfers.
Die erste Verlegung fand 2017 statt.

## Jüdisches Leben in Hüttenbach
Das mittelfränkische Dorf Hüttenbach war bis 1972 eine eigenständige Gemeinde und wurde danach ein Gemeindeteil der Gemeinde Simmelsdorf. Anlässlich der Gemeindezusammenlegung ging das Gemeindearchiv von Hüttenbach verloren, da es von der Gemeinde Simmelsdorf als Müll entsorgt wurde. Daher ist die Quellenlage lückenhaft.
Seit dem 15. Jahrhundert siedelten in Hüttenbach gemeinsam Juden und Christen. Zeitweise hielten sich die entsprechenden Bevölkerungsanteile die Waage. Hüttenbach war vor 1700 die größte jüdische Gemeinde im Kurfürstentum Bayern. Bereits vor 1431 lebten Juden am Ort, 1499 ließen sich offenbar mehrere aus Nürnberg vertriebene Familien in Hüttenbach nieder. Aus dem Jahr 1580 ist ein Schutzbrief für die Juden von Simmelsdorf erhalten. 1615 gab es acht jüdische Familien am Ort, 1732 bereits 42 und 1769 waren es 81. Sie lebten vom Vieh- und Warenhandel. Christian August, Herzog von Pfalz-Sulzbach, gestattete jüdischen Handelsleuten aus Schnaittach, Hüttenbach, Ottensoos, Neuhaus und Forth um 1650 ihre Geschäfte auch auf das Pfalz-Sulzbachische Gebiet zu verlegen. Die Zahl der jüdischen Einwohner in Hüttenbach sank ab den 1830er Jahren kontinuierlich, von 380 auf 134 im Jahr 1880 und danach weiter auf 60 im Jahr 1910, das waren nur mehr 9,4 Prozent der Bevölkerung. Es bestand eine Synagoge, 1619 erstmals erwähnt, und eine jüdische Schule sowie ein rituelles Bad im Keller des Schulhauses. 1988 wurde eine alte Mikwe im Haus Bürgermeister-Roth-Straße 3 wiederentdeckt. Die Toten wurden auf dem jüdischen Friedhof in Schnaittach beigesetzt. Nach Auflösung des Rabbinatsbezirk Schnaittach gehörte die Gemeinde zum Rabbinatsbezirk Schwabach, ab Juli 1932 zum Rabbinatsbezirk Ansbach.
Bis zum Beginn der NS-Zeit waren die Juden von Hüttenbach völlig im Allgemeinen Leben des Ortes integriert, auch im Vereinsleben. Beispielsweise gehörte das Gemeindemitglied Eduard Isner 25 Jahre, bis 1933, als Beigeordneter dem Gemeinderat von Hüttenbach an. Bereits vor 1933 kam es zu antijüdischen Agitationen seitens des nationalsozialistischen Bürgermeister Franz Rost, diese wurden von der Bevölkerung zuerst ignoriert. Ab 1935 begannen die Ausgrenzungen der Menschen jüdischen Glaubens aus der Dorfgemeinschaft, dies aber vor allem durch Einschüchterungen durch auswärtige SA-Angehörige, die sich vor jüdischen Geschäften mit antisemitischen Parolen stellten und am Ortseingang Transparente aufhängten „Juden und Hunden ist der Zutritt verboten“. Während der Reichspogromnacht drangen SA-Männer in die Synagoge ein und zündeten auf einen Haufen geworfene Thorarollen und Ritualgegenstände an, die Feuerwehr versuchte zu löschen, wurde aber daran gehindert. Eine Woche später wurden die Häuser der Menschen jüdischen Glaubens beschlagnahmt, daraufhin verließen sie Hüttenbach. Am 28. November 1938 verließ der letzte Jude den Ort, am 29. November wurde Hüttenbach als „judenfrei“ gefeiert. Die Schule wurde ein Wohnhaus. 1948 erfolgte die Anklage von 17 Männern, die sich an den Pogromen aktiv beteiligten, einige wurden zu kurzen Haftstrafen verurteilt.

## Liste der Stolpersteine
| Stolperstein | Inschrift | Standort                                     | Name, Leben |
| ------------ | --- | -------------------------------------------- | --- |
|              | HIER WOHNTE HELENE HEILIGENBRUNN JG. 1893 DEPORTIERT 1942 IZBICA ERMORDET                                                                                         | Haunachstraße 50 ·                           | Helene Heiligenbrunn, genannt Lene, wurde am 13. Juni 1893 in Hüttenbach geboren. Sie war zuletzt in Nürnberg wohnhaft. Am 24. März 1942 wurde sie von dort in das Ghetto Izbica deportiert. Sie wurde vom NS-Regime ermordet. |
|              | HIER WOHNTE JULIUS HEILIGENBRUNN JG. 1911 EINGEWIESEN 1940 ANSTALT D. DIAKONIE NEUENDETTELSAU POLSINGEN 'VERLEGT' 20.9.1940 HARTHEIM ERMORDET 20.9.1940 AKTION T4 | Bürgermeister-Roth-Straße 5 ·                | Julius Heiligenbrunn wurde am 12. Juli 1911 in Hüttenbach geboren. Er wurde 1940 in die Diakonie-Anstalt von Neuendettelsau eingewiesen. Am 13. September 1940 wurde er von Polsingen nach Eglfing-Haar bei München überstellt, wo er in einer sogenannten „Heil- und Pflegeanstalt“ untergebracht wurde. Nach einer Woche erfolgte die Überstellung in die Tötungsanstalt Hartheim, wo er am selben Tag ermordet wurde. Julius Heiligenbrunn war ein Opfer der Aktion T4. |
|              | HIER WOHNTE CLARA HIRSCHMANN VERH. NEU JG. 1874 DEPORTIERT 1942 THERESIENSTADT ERMORDET 24.4.1943                                                                 | Fichtenbergstraße 4 ·                        | Clara Hirschmann, verheiratete Neu, auch Klara, wurde am 7. September 1879 in Hüttenbach geboren. Sie heiratete den Viehhändler Leopold Neu (geboren 1876 in Wilhermsdorf) und hatte mit ihm eine Tochter, Betty (geboren 1904). Die Tochter heiratete Fritz Sämann (geboren 1899 in Sugenheim) und hatte mit ihm einen Sohn, David Werner (geboren 1928). Das Ehepaar Clara und Leopold Neu lebte zuerst in Wilhermsdorf und zog dann nach Fürth. Clara Neu wurde am 10. September 1942 mit dem Transport II/25, Train Da 512 von Nürnberg in das Konzentrationslager Theresienstadt deportiert. Ihre Nummer auf dem Transport war 619 Clara Neu wurde am 24. April 1943 in Theresienstadt vom NS-Regime ermordet. Ihr Ehemann war nicht mit ihr deportiert worden, er beging im März 1943 in Fürth Selbstmord. Ihre Tochter Betty wurde mit ihrem Ehemann und dem gemeinsamen Sohn im März 1942 ins Ghetto Izbica deportiert worden, alle drei wurden dort ermordet. |
|              | HIER WOHNTE MATHILDE HIRSCHMANN VERH. WOLLENREICH JG. 1874 DEPORTIERT 1942 THERESIENSTADT ERMORDET 21.8.1943                                                      | Fichtenbergstraße 4 ·                        | Mathilde Hirschmann, verheiratete Wollenreich, wurde am 31. Oktober 1874 in Hüttenbach geboren. Sie lebte eine Zeit lang auch in Bad Windsheim. Zuletzt wohnte sie in Nürnberg. Sie wurde am 10. September 1942 von Nürnberg in das Konzentrationslager Theresienstadt deportiert. Dort wurde Mathilde Hirschmann am 21. August 1943 vom NS-Regime ermordet. |
|              | HIER WOHNTE BENNO ISNER JG. 1869 DEPORTIERT 1942 THERESIENSTADT ERMORDET 7.2.1943                                                                                 | Haunachstraße 49 ·                           | Benedikt Isner, genannt Benno, wurde am 17. Mai 1869 in Hüttenbach geboren. Seine Eltern waren Joseph Isner (1823–1875) und Emma, geborene Aischberg (1833–1885). Er hatte sieben Geschwister: Eduard (1860–1942), Klara, später verheiratete Selig (1861–1942), Clothilde (1864-?), Sali Bella (1867–1902), Julius (1871–1926), Ludwig (1873–1920), Louise (1875–1944). Im Jahr 1896 heiratete er Salli Estireicher (1874–1953), die aus New York stammte. Das Paar hatte einen Sohn, Joseph (geboren am 11. Juli 1897 in Amberg), der am 17. Juni 1926 Irma, geborene Merkbücher heiratete. Aus dieser Ehe stammen zwei Töchter: Helga (geboren 1928) und Eleanor (geboren 1930) in Nürnberg. Die Familie war zuerst in Amberg wohnhaft, später in Regensburg. Benedikt Isner wurde am 24. September 1942 von Nürnberg mit dem Transport II/26 in das Konzentrationslager Theresienstadt deportiert. Seine Transportnummer war 618. Er wurde am 7. Februar 1943 in Theresienstadt vom NS-Regime ermordet. Klara Selig, seine Schwester, wurde ebenfalls in Theresienstadt ermordet. Seine Schwester Louise emigrierte nach Israel und starb dort 1944. Seine Frau und sein Sohn überlebten ebenfalls, sie gingen 1938 nach New York. Salli Isner starb dort am 7. Februar 1953, Joseph Isner im Juli 1976 in Cali, Kolumbien. |
|              | HIER WOHNTE JUSTIN ISNER JG. 1889 FLUCHT FRANKREICH INTERNIERT DRANCY DEPORTIERT 1942 ERMORDET IN AUSCHWITZ                                                       | Haunachstraße 49 ·                           | Justin Isner wurde am 2. November 1889 in Hüttenbach geboren. Seine Eltern waren Eduard Isner (1860-1942) und Bella, geborene Rosenfelder (1864-1924). Er hatte sechs Geschwister: Joseph Isner (1888-1949), Eugen (1891-1965), Emma (1893-1987), Julius (1895-1978), Clotilda (1897-1973) und Siegfried (später Shlomo, 1899-1995). Benno Isner war sein Onkel. Er zog nach Nürnberg. 1926 heiratete er in Nürnberg Babette Friederike Lutz, geboren am 5. November 1895 in Nürnberg. Das Paar hatte zwei Töchter: Bella (geboren am 30. April 1928) und Ruth Erika (geboren am 26. Oktober 1929). Justin Isner konnte sich nicht vorstellen, dass das Land, für das er im Ersten Weltkrieg gekämpft hatte, ihn einmal enteignen würde. Als er im Mai 1939 plötzlich verhaftet wurde, musste er feststellen, dass die NS-Drohungen wohl auch in die Tat umgesetzt würden. Am Tag seiner Entlassung ging er in eine Schiffsagentur und kaufte dort vier Tickets nach Havanna, Kuba. Zwei Wochen später, am 13. Mai 1939, mit nur zwei Koffern, schiffte sich die Familie in Hamburg ein, auf der St. Louis, die ihr Ziel zwar erreichte, aber nicht anlegen durfte. Die St. Louis musste nach Europa zurückkehren und legte am 17. Juni 1939 in Antwerpen an. Die nächsten Jahren verbrachten die Isners in ständiger Angst und Armut in Frankreich. Nach dem Einmarsch der deutschen Truppen gelang es ihnen nicht mehr, den vom NS-Regime besetzten Teil Frankreichs zu verlassen. Schließlich wurde die Familie verhaftet und im Sammellager Drancy bei Paris interniert. Am 6. November 1942 wurde Justin Isner von Drancy aus in das Konzentrationslager Auschwitz deportiert und ermordet. „Mein Vater wurde in Auschwitz ermordet. Meine Mutter, meine Schwester und ich wurden zwar freigelassen, doch nur um nochmals verhaftet zu werden. Dieses Mal brachte man uns nach Drancy. Wir hatten Glück und überlebten. Im Juli 1947 konnten wir endlich in die Vereinigten Staaten auswandern.“ – Bella Isner 1947 wanderten Justin Isners Frau und seine Töchter in die USA aus. Seine Frau verstarb früh, am 11. August 1949 in Manhattan. Seine Tochter Bella heiratete zweimal, zuerst 1950 Ludwig David Schwab (1929-1972), der aus dem Kreis Würzburg stammte, und 1977 Erich Uhlfeder (1920-2004), der aus Heidingsfeld im Süden von Würzburg stammte. Sie starb kinderlos am 29. August 2012 in Stamford, Fairfield, Connecticut. Seine Tochter Ruth heiratete Erich Gustav Kissinger (geboren 1930 in Ingolstadt). Das Paar hatte zwei Kinder, Jacqueline und Ronald Jay. Die Geschwister von Justin Isner konnten ebenfalls die Shoah überleben, der jüngste in Jerusalem, alle anderen in den Vereinigten Staaten. |
|              | HIER WOHNTE KLARA ISNER VERH. SELIG JG. 1861 DEPORTIERT 1942 THERESIENSTADT ERMORDET 23.12.1942                                                                   | Haunachstraße 49 ·                           | Klara Isner, verheiratete Selig, wurde am 10. Dezember 1861 in Hüttenbach geboren. Ihre Eltern waren Joseph Isner (1823-1875) und Emma, geborene Aischberg (1833-1885). Sie hatte sieben Geschwister: Eduard (1860-1942), Clothilde (1864-?), Sali Bella (1867-1902), Benedikt (1869-1943), Julius (1871-1926), Ludwig (1873-1920), Louise (1875-1944). Am 19. Juni 1883 heiratete sie in Nürnberg den Hopfenhändler Hermann Selig. Das Paar hatte fünf Kinder, alle geboren in Gochsheim bei Schweinfurt: Joseph (1884-1928), Justus (1885-1916), Emma (1888), die bereits als Kleinkind starb, Amalie (1889) und Clothilde (1892). Ihr Ehemann, Träger des bayerischen Militärverdienstkreuzes, starb bereits am 13. März 1894, als die Kinder zwei bis zehn Jahre alt waren. Daraufhin musste sie die Kinder allein durchbringen. 1908 verkaufte sie das Haus in der Sennfelder Straße 1 in Gochsheim für 10.000 Goldmark an Josef Ehrlitzer, konnte aber im Obergeschoss mit den Kindern wohnen bleiben. Mit ihrer Tochter Clothilde betrieb sie einen Kolonialwarenhandel. Josef Ehrlitzer (1919-2016), den Sohn der neuen Hausbesitzer, verpflegte und beaufsichtigte sie wie eine Mutter. Er trat später trotzdem dem Jungvolk und der HJ bei. Nur der älteste Sohn, Joseph Selig, inzwischen Rechtsanwalt, heiratete. Er und seine Frau Babette hatten zwei Töchter: Lieselotte (später verheiratete Helft-Brummer) und Ilse Emma (später verheiratete Kramer). Klara Seligs Sohn Justus diente im Ersten Weltkrieg und fiel 1916 in Frankreich. Die Töchter arbeiteten im Lazarett. Klara und Clothide Selig waren für ihre Großzügigkeit und Hilfsbereitschaft bekannt, sie halfen vielen Armen. 1929 zog Amalia nach Regensburg, wo sie Arbeit als Kassiererin und später als Direktrice in einem Kaufhaus fand. Ab 1939 wohnte sie im 1. Stock des Hauses Heiliggeistgasse 10. In Gochsheim hatten Klara Selig und ihre Tochter Clothilde es sehr schwer, die Kundschaft zu halten und den Niedergang des Geschäfts abzuwenden. 1933 hatte ein SA-Mann einen Konkurrenzbetrieb eröffnet, es folgten Repressalien gegen die zwei jüdischen Frauen, Isolation und Schmähungen. Sie entschlossen sich, den Laden aufzugeben, Simmelsdorf zu verlassen und zur Tochter Amalie nach Regensburg zu ziehen, wo sie ab 6. Oktober 1937 gemeldet waren. Während seiner Fronturlaube wurden die drei Frauen regelmäßig von Josef Ehrlitzer besucht, was jedoch nur unter besonderen Sicherheitsvorkehrungen möglich war, zu seinem Schutz und zu ihrem Schutz. Amalie verlor ihren Arbeitsplatz und die zwei Töchter von Klara Selig mussten in einem Lumpenverwertungsbetrieb arbeiten. Sie gehören zur ersten Gruppe von 106 Juden, die am 2. April 1942 von Regensburg nach Piaski deportiert wurden. Sie wurden mutmaßlich am 23. April 1942 im Vernichtungslager Sobibor ermordet. Auch Klara Selig, inzwischen 81 Jahre alt, war gezwungen worden, die Wohnung zu verlassen und in das jüdische Altersheim in der Weißenburgstraße 31 umziehen. Im Frühherbst schrieb sie an Schwiegertochter und deren zweiten Ehemann: „Liebe Bärbel und Hugo: Das wird mein letzter Brief an Dich sein, weil ich in diesen Tagen nach Theresienstadt fahre. Erhobenen Hauptes trete ich die Reise an, der liebe Gott möge mir weiter, wie bisher, alles Gute schicken.“ – Klara Selig Klara Selig gehörte zur zweiten Gruppe der aus Regensburg deportierten Juden. Sie wurde am 23. September 1942 in das Konzentrationslager Theresienstadt deportiert. Klara Selig wurde dort genau drei Monate nach ihrer Ankunft, am 23. Dezember 1942, ermordet. Als offizielle Todesursache wurde Lungenentzündung angegeben. Vor 1937 gelang der Schwiegertochter, ihrem zweiten Mann und den beiden Töchtern aus Erster Ehe die Emigration nach Südamerika. Sie konnten alle die Shoah überleben. In Regensburg wurde ein zweiter Stolperstein für Klara Selig verlegt, gemeinsam mit zwei weiteren für die Töchter Amalie und Clothilde, die in Lublin vergast wurden. |
|              | HIER WOHNTE ISIDOR KAISER JG. 1883 FLUCHT 1938 HOLLAND INTERNIERT WESTERBORK DEPORTIERT 1944 THERESIENSTADT ERMORDET 15.10.1944 AUSCHWITZ                         | Bürgermeister-Roth-Straße 18 ·               | Isidor Kaiser wurde am 26. Mai 1883 in Hüttenbach geboren. Er heiratete Bertha Goldenblum aus Weiterstadt (geboren 1883), das Paar hatte ein Kind. Die Kaisers lebten in Frankfurt am Main. 1938 emigrierten sie in die Niederlande und eröffneten dort in der Beethovenstraat 8 in Amsterdam ein Feinkostgeschäft. Das Paar wurde verhaftet und vom 5. Mai 1944 bis zum 4. September 1944 in Westerbork interniert. Am 4. September 1944 wurden Isidor Kaiser und seine Frau mit dem Transport Transport XXIV/7 nach Theresienstadt deportiert. Seine Nummer auf dem Transport war 2019. Von dort wurden sie am 12. Oktober 1944 mit dem Transport Eq ins Vernichtungslager Auschwitz deportiert. Seine Nummer auf diesem Transport war 997. Isidor Kaiser und seine Frau wurden dort am 15. Oktober 1944 ermordet. Sein Kind hat die Shoah überlebt. |
|              | HIER WOHNTE KAROLINE LAMM JG. 1875 DEPORTIERT 1941 KOWNO FORT IX ERMORDET 25.11.1941                                                                              | Bürgermeister-Roth-Straße 3 · beim Brunnen · | Karoline Lamm wurde am 17. August 1875 in Hüttenbach geboren. Sie wurde am 22. November 1941 von Frankfurt am Main nach Kaunas ins IX fortas deportiert. Karoline Lamm wurde dort am 25. November 1941 ermordet. |
|              | HIER WOHNTE MATHILDE LAMM JG. 1873 DEPORTIERT 1942 THERESIENSTADT 1943 TREBLINKA ERMORDET                                                                         | Bürgermeister-Roth-Straße 3 · beim Brunnen · | Mathilde Lamm wurde am 30. Juli 1873 in Hüttenbach geboren. Sie lebte in Laudenbach und zuletzt in Stuttgart, von wo sie am 22. August 1942 mit dem Transport XIII/1 nach Theresienstadt deportiert wurde. Ihre Nummer auf diesem Transport war 573. Am 26. September 1942 wurde sie mit dem Transport Br ins Vernichtungslager Treblinka deportiert. Ihre Nummer auf diesem Transport war 1115. Mathilde Lamm hat die Shoah nicht überlebt. |
|              | HIER WOHNTE MORITZ MOSES LAMM JG. 1869 DEPORTIERT 1942 THERESIENSTADT ERMORDET 26.11.1943                                                                         | Bürgermeister-Roth-Straße 3 · beim Brunnen · | Moritz Moses Lamm wurde am 25. September 1869 in Hüttenbach geboren. Er wurde Kaufmann und heiratete die aus Schweinfurt stammende Emilie Strauss (geboren 1880). Das Paar lebte zuletzt in Nürnberg in der Gostenhofer Hauptstraße 24. Am 10. September 1942 wurden sie mit dem Transport II/25, Train Da 512 nach Theresienstadt deportiert. Moritz Moses Lamm verlor dort am 26. November 1943 sein Leben. Seine Frau Emilie Lamm verlor ihr Leben am 14. April 1943, ebenfalls in Theresienstadt. |
|              | HIER WOHNTE HEDWIG HANNCHEN SCHULHERR JG. 1876 DEPORTIERT 1942 THERESIENSTADT BEFREIT TOT AN HAFTFOLGEN 2.7.1945                                                  | Haunachstraße 48 ·                           | Hedwig Hannchen Schulherr, geborene Springer, wurde am 28. Februar 1876 in Hüttenbach geboren. Sie wurde am 10. September 1942 nach Theresienstadt deportiert. Sie überlebte und kehrten ach Nürnberg zurück. Hedwig Hannchen Schulherr starb dort am 2. Juli 1945 an den Folgen der Haft. |
|              | HIER WOHNTE BABETTE SUNDHEIMER JG. 1867 DEPORTIERT 1942 THERESIENSTADT ERMORDET 20.12.1942                                                                        | Fichtenbergstraße 4 ·                        | Babette Sundheimer wurde am 26. Februar 1867 in Hüttenbach geboren. Ihre Mutter war die aus München stammende Katharina Sundheimer. Sie hatte zumindest zwei Schwestern. 1890 zog sie nach München und war dort als Verkäuferin tätig. Sundheimer heiratete nicht. Ab 1916 lebte sie Am Einlass 1/I. Sie lebte zuletzt zwangsweise im Judenlager Milbertshofen. Von dort wurde sie am 24. Juni 1942 mit dem Transport II/9 nach Theresienstadt deportiert, ihre Nummer auf dem Transport war 438. Babette Sundheimer verlor dort am 20. Dezember 1942 ihr Leben, Die offizielle Todesursache wurde Rotlauf des Beines angegeben. Auf ihrem Totenschein werden zwei Schwestern angegeben, die ebenfalls in Theresienstadt waren. Dabei handelt es sich um Jette Hirsch und eine verheiratete Rosenheim. Zumindest für Jette Hirsch, deportiert mit demselben Transport mit der Nummer 467, werden im Gedenkbuch völlig andere Eltern angegeben. |
|              | HIER WOHNTE NELLY NANNETTE WASSERMANN VERH. WASSERMANN JG. 1883 DEPORTIERT 1942 IZBICA ERMORDET                                                                   | Bürgermeister-Roth-Straße 1 ·                | Nelly Nannette Wassermann, geborene Wassermann, wurde am 16. September 1883 in Hüttenbach geboren. Sie war verheiratet mit dem aus Ermreuth stammenden Metzger Wilhelm Wassermann (geboren 1885). Das Paar lebte in Nürnberg in der Fürther Straße 56. Sie wurden am 24. März 1942 nach Izbica deportiert. Nelly Nanette Wassermann hat die Shoah nicht überlebt. Ihr Mann hat die Shoah ebenfalls nicht überlebt. |
|              | HIER WOHNTE PAULINE PAULA WASSERMANN GEB. MARX JG. 1881 DEPORTIERT 1942 THERESIENSTADT 1944 AUSCHWITZ ERMORDET                                                    | Bürgermeister-Roth-Straße 1 ·                | Pauline Paula Wassermann, verheiratete Marx, wurde am 14. Mai 1881 in Hüttenbach geboren. Sie heiratete den aus Zeltingen-Rachtig stammenden Eduard Marx (geboren 1877) und lebte in Zeltingen-Rachtig. Dort wurden ihre zwei Töchter geboren: Betty (geboren 1905) und Irma (geboren 1906). Vom 15. November 1938 bis 20. November 1938 war Paula Marx’s Ehemann im KZ Dachau interniert, einige Monate später, 1939, zog das Paar nach Köln und zuletzt nach Traben-Trarbach. Das Paar wurde am 27. Juli 1942 mit dem Transport III/2 von Köln nach Theresienstadt deportiert. Paula Marx’s Nummer auf diesem Transport war 913. Am 15. Mai 1944 wurde sie zusammen mit ihrem Mann mit dem Transport DZ ins Vernichtungslager Auschwitz deportiert, ihre Nummer war 875. Paula Marx hat die Shoah nicht überlebt. Eduard Marx hat die Shoah ebenfalls nicht überlebt. Ihre Tochter Betty, geschiedenen Tobias, war nach Antwerpen emigriert und wurde von dort im September 1942 nach Auschwitz deportiert. Ihre Tochter Irma, verheiratete Höflich, wurde 1941 mit ihrem Mann nach Riga deportiert und schließlich 1944 im KZ Stutthof ermordet. Stolpersteine wurden für sie und ihren Mann in Nettetal verlegt. |

## Verlegedaten
Die Stolpersteine in Hüttenbach wurden vom Künstler Gunter Demnig persönlich an folgenden Tagen verlegt:
- 17. Oktober 2017
- 3. April 2019
- 16. Juli 2020 (in dieser Liste noch nicht erfasst)